# Savoia-Marchetti SM.79
Savoia-Marchetti SM.79 Sparviero (Krahujec) byl italský trojmotorový střední bombardér používaný během druhé světové války. Verze S.79M se stala nejrozšířenějším typem bombardéreu nasazeným italským královským letectvem ve druhé světové válce.

## Vývoj a prototypy
V roce 1934 vypsalo velení Regia Aeronautica soutěž na stední denní a noční bombardér. V té požadovalo dvoumotorový letoun s bombometčíkem umístěným v přídi, zatahovacím podvozkem, rychlostí 400 km/h, nosností 1200 kg pum a doletem minimálně 1000 km. Prototyp letounu označený S.79 postavený na základě o něco většího SM. 81 Pipistrello vzlétl poprvé 8. října 1934 na letišti Cameri jako civilní dopravní letoun pro tříčlennou posádku a osm cestujících. Za řízení usedl zkušební pilot firmy komandant Adriano Bacula. Jako pohonné jednotky byly vybrány hvězdicové devítiválce Piaggio P.IXR.C.40 o výkonu 448 kW roztáčející třílisté dvoupolohové vrtule. Důvodem vzniku nového dopravního letounu byla snaha Itálie zúčastnit se v roce 1934 prestižního závodu dopravních letadel z Londýna do Austrálie tzv. MacRobertson Air Race. Prototyp s imatrikulací I-MAGO sice nebyl připraven včas a závodu se nezúčastnil, ale vznikl tak letoun s velmi zajímavými výkony. Stroj ustanovil v roce 1935 pod označením SIAI S.79P několik FAI (Mezinárodní letecká federace) uznaných světových rekordů. Ve dnech 23. a 24. září 1935 major Attilio Biseo a kapitán Gori Castellani po vzletu z letiště Urbe u Říma dosáhli nad uzavřeným okruhem Monte Cavo-Monte Nerone-Ortebello na dráze 1000 a 2000 km se zátěží 500, 1000 a 2000 kg rychlosti 390,97 a 380,95 km/h. Po dvou inspekčních cestách s velitelem italských ozbrojených sil generálem Giuseppe Vallem v Italské východní Africe byl první prototyp předán jednotce 12. stormo. Zde také jako první S.79 obdržel výkonnější motory Alfa Romeo 125.R.C.35 o vzletovém výkonu 500 kW, vyvinuté z britských licenčních devítiválců Bristol Pegasus. S novými motory v roce 1936 S.79P zvýšil své rekordy na okruhu 1000 a 2000 km s výše uvedenými výkony rychlostmi 420 a 389,61 km/h.
Druhý prototyp továrnou zalétaný 8. července 1936 byl na základě rozpoznaných rezerv ve výkonu postaven už jako bombardér. Stroj již obdržel jeden pevný, vpřed mířící kulomet a jeden pohyblivý, ovládaný střelcem v horním střelišti. Poté byl přelétnut do zkušebního střediska Regia Aeronautica na letišti Montecello u Guidonie.
Devátý postavený drak S.79 byl opatřen zaoblenou prosklenou přídí se stanovištěm bombometčíka a se zvětšenou svislou ocasní plochou. Nový typ označený S.79B poháněly dva dvojhvězdicové čtrnáctiválce Gnome-Rhône 14K Mistral Major o vzletovém výkonu 698 kW. Stroj poprvé vzlétl 8. srpna 1936 a již koncem léta byl s imatrikulací I-AYRE lodí odeslán do Argentiny na konkurs o nový střední bombardér pro Servicio de Aviacón Militar. Prototyp SIAI S.79B zde předváděli piloti Passaleva a Bertolotti. Argentinci nakonec dali přednost konkurenčnímu americkému letounu Martin B-10 139W a na jaře byl I-AYRE vrácen do Itálie. Následně byl letoun prezentován Jugoslávii, Maďarsku a Řecku. Zájem projevili pouze zástupci iráckého královského letectva. To vedlo ke stavbě druhého prototypu, který S.79B (na základě jedenáctého sériového S.79M), který byl zalétán 25. listopadu 1936, poháněly dva dvojhvězdicové osmnáctiválce FIAT A.80R.C.41 o vzletovém výkonu 757 kW s dvoupolohovými vrtulemi Fiat-hamilton. Na stroji byla krátce zkoušena dvojitá svislá ocasní plocha. Již 2. prosince byl stroj vážně poškozen.
4. března 1937 poprvé vzlétl S.79K s trojicí motorů Gnome-Rhone K.14, který byl rovněž úředně zkoušen v Guidonii.
Na jaře 1937 firma SIAI dokončila pět draků dálkové soutěžní verze S.79CS pro závod z New Yorku do Paříže. Letouny obdržely vyladěné motory Alfa Romeo 126 s francouzskými vrtulemi Ratier a velké přídavné nádrže uvnitř trupu, který zcela postrádal okna a dveře. Pro neúčast USA se však závod o Lindberghovu cenu neuskutečnil.
V roce 1937 došlo k přejmenování podniku, vyrábějícího S.79 na Societá Italiana Aeroplani Idrovolanti Savoia Marchetti a od té doby bývá stroj označován S.M.79. Do licenční výroby se pak zapojila také továrna Reggiane, Macchi a Aeronautica Umbra S. A. (AUSA) ve středoitalském Foligno. Samotná výroba S.79 v mateřském závodě byla ukončena v listopadu 1940, podnik Macchi již v březnu 1939.
V březnu 1937 byl na základně v Gorizii pod trup jednoho S.79 namontován vlevo od podélné osy závěs pro standardní italské námořní torpédo o průměru 450 mm. Po úspěšných zkouškách bylo v březnu 1938 rozhodnuto pokračovat ve zkouškách se zavěšením dvou torpéd vedle sebe, pod kořeny křídla S.79. Testy započaly v Gorizii v srpnu.
Následně pak byly používány dva typy 450 mm torpéd. Od firmy Silurifico Whitehead ve Fiume se 170 kg trhaviny a se 160 kg výbušnou hlavicí od továrny Silurifico Italiano v Neapoli. Všechny S.79 pak dostávaly od podzimu 1939 úchytné body pro torpédové závěsníky již při výrobě.
57. u SIAI vyrobený S.79 obdržel dvojhvězdicové čtrnáctiválce Piaggio P.XIR.C40 o výkonu po 735 kW, vyvinuté z francouzských licenčních Gnome-Rhône 14Krs. Stroj poprvé vzlétl 25. května 1937. 8. července velitel 12. storma, plukovník Attilio Biseo se synem Benita Mussoliniho Brunonem jako druhým pilotem, proletěl s tímto letounem 1000 km uzavřený okruh Fiumicino-Antignano-Ansedonia se zátěží 2000 kg průměrnou rychlostí 423,618 km/h. Ustavil tím rekordy i pro zátěže 500 a 1000 kg na téže trati.
20. srpna 1937 se pět závodních dálkových speciálů S.79CS zúčastnilo 6190 km dlouhého závodu Istres-Damašek-Paříž. Se strojem imatrikulovaným I-BIMU soutěžila osádka Biseo a Mussolini, I-TOMO Tondi a Moscatelli, na I-LICA letěli Lippi a Castellani, I-CUPA Cupini a Paradisi, pětici pak uzavíral stroj s poznávací značkou I-FILU s osádkou Fiori a Lucchini. Italové do dálkového závodu nasadili i jeden neupravený sériový letoun S.79 (I-ROTR) s osádkou Rivis, Klinger a Trimboli. Soutěž 21. srpna vyhrál stroj S.79 (I-CUPA) s časem 17 h 35 min, jako druhý přistál na pařížském letišti Le Bourget S.79 (I-FILU) a třetí místo patřilo opět italské osádce na I-BIMU. I-TOMO dolétl jako šestý a neupravený stroj I-ROTR osmý. Letoun I-LICA byl při vzletu z Damašku poškozen a závod nedokončil.
Osádka Biseo s Mussolinim mladším pak 21. listopadu 1937 na prototypu s motory Piaggio P.XI vylepšili rekordy s nákladem až 2000 kg na uzavřené trati 1000 km rychlostí 430,622 km/h, ale již 30. listopadu byl rekord pokořen na témže letounu s piloty A. Baculem a De Ambrosisim výkonem 444,115 km/h. 24. února 1938 Lucchini a Tondi dokázali výkon zvýšit na 448 km/h.
4. prosince pak na stejném stroji Tondi a Pontolutti na okruhu 2000 km ustavili rekord 469 km/h s nákladem 2000 kg.
Před koncem roku 1937 byly tři ze Savoií S.79CS upraveny na variantu S.79T k letu Řím-Rio de Janeiro, který měl předcházet pravidelné civilní dopravní lince společnosti LATI (Linee Aeree Transcontinentali Italiane). Do strojů bylo instalováno bohatší přístrojové vybavení, autopilot a další palivové nádrže. Na S.79T I-BISE (ex I-BIMU) letěl Biseo a Paradisi, na I-MONI (ex I-CUPA) Nino Moscatelli a Gori Castellani, na třetím upraveném speciálu I-BRUN (ex I-FILU) pak Bruno Mussolini a Renato Mancinelli.
24. ledna 1938 osádky vzlétly z Guidonie do Dakaru, jediné zastávky na trase. Dvě S.79T přistály po trase dlouhé 9842 km v Riu 25. ledna s časem 13,5 h. I-MONI po vzletu z Dakaru utrpěl defekt na vrtuli avšak osádce se podařilo doletět na dva motory do Natalu a po opravě dolétl 26. ledna do Ria de Janeira.

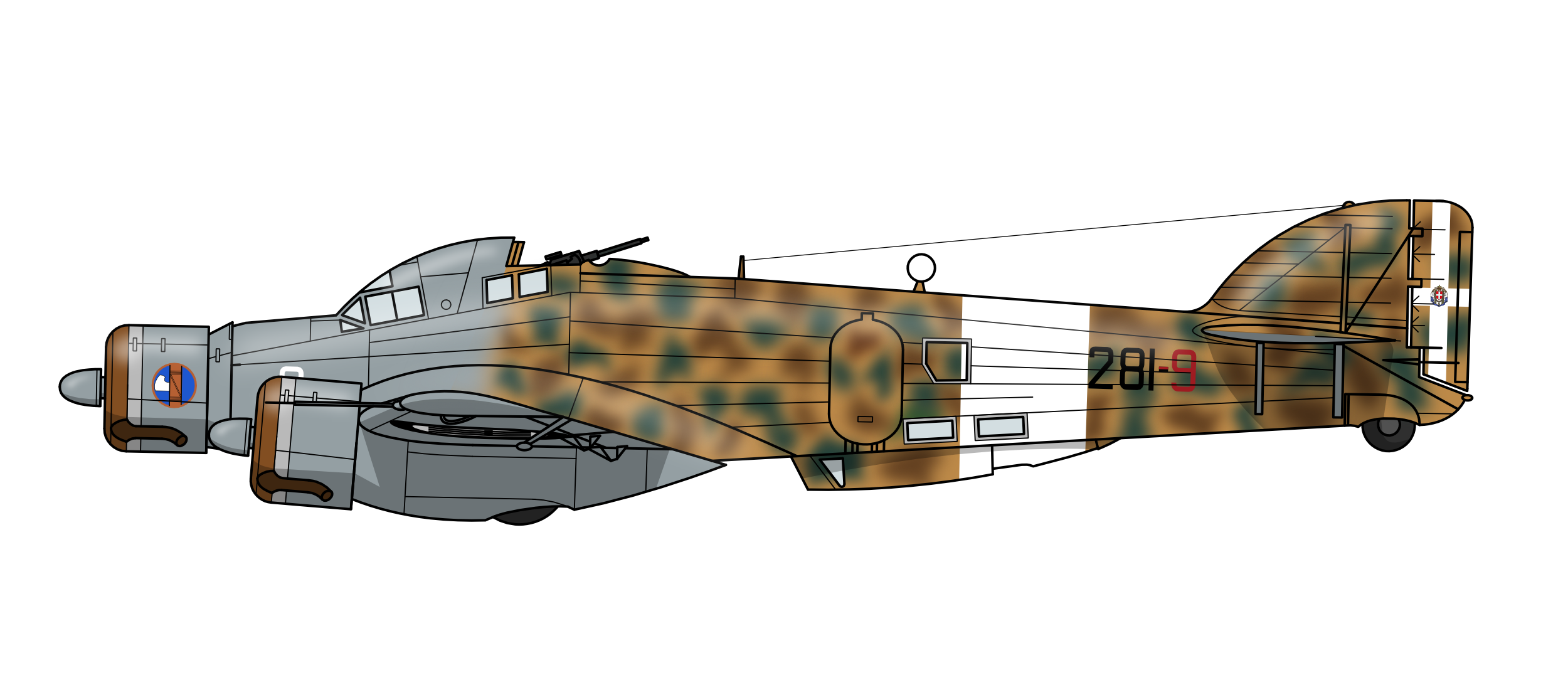
Giulio Cesare Graziani's Savoia-Marchetti SM.79, Giulio Cesare Graziani

Brazilská vláda po výkonech italských letců jeden letoun S.79T zakoupila pro své armádní letectvo, zbylé dva stroje byly italskými úřady Brazílii darovány. S trupovým označením K-420 až K-422 zůstaly v brazilské službě do roku 1944.
Letecká společnost LATI pak od roku 1939 do vstupu Itálie do války na atlantické lince létala mj. i se dvěma letouny S.79P (I-ALPI a I-ALAN), které létaly nejen přes Atlantik, ale i na interních brazilských tratích. V červnu 1940 byla všechna letadla společnosti LATI vrácena Itálii.
Dne 28. března 1943 byl na letišti ve Furbaře představen prototyp S.79bis se třemi pohonnými jednotkami Alfa Romeo 128R.C.18 se vzletovým výkonem 698 kW s automaticky přestavitelnými vrtulemi SIAI 32 a přidanou nádrží na pohonné hmoty na 700 l. V květnu pak bylo dodáno letectvu 10 kusů nové verze, vzniklých při opravách starších S.79.
Vývoj původně zamýšleného dopravního letounu ale neustal a po určitých změnách v konstrukci vyústil v roce 1937 v samostatný typ SM.83.

## Nasazení

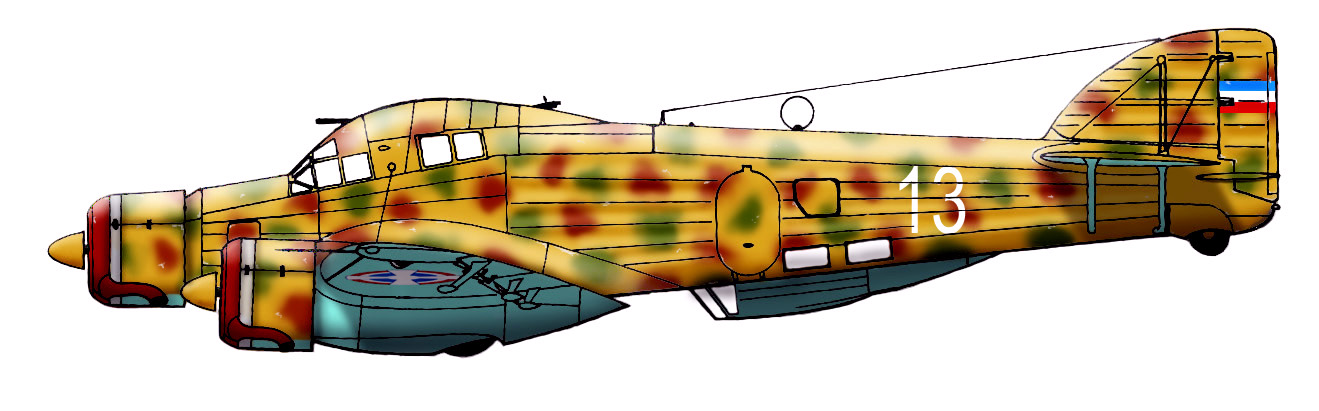
Savoia Marchetti SM.79K, Jugoslávie

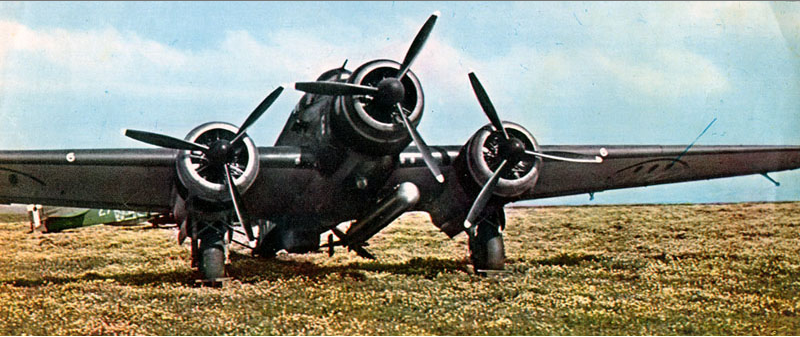
Savoia-Marchetti SM.79

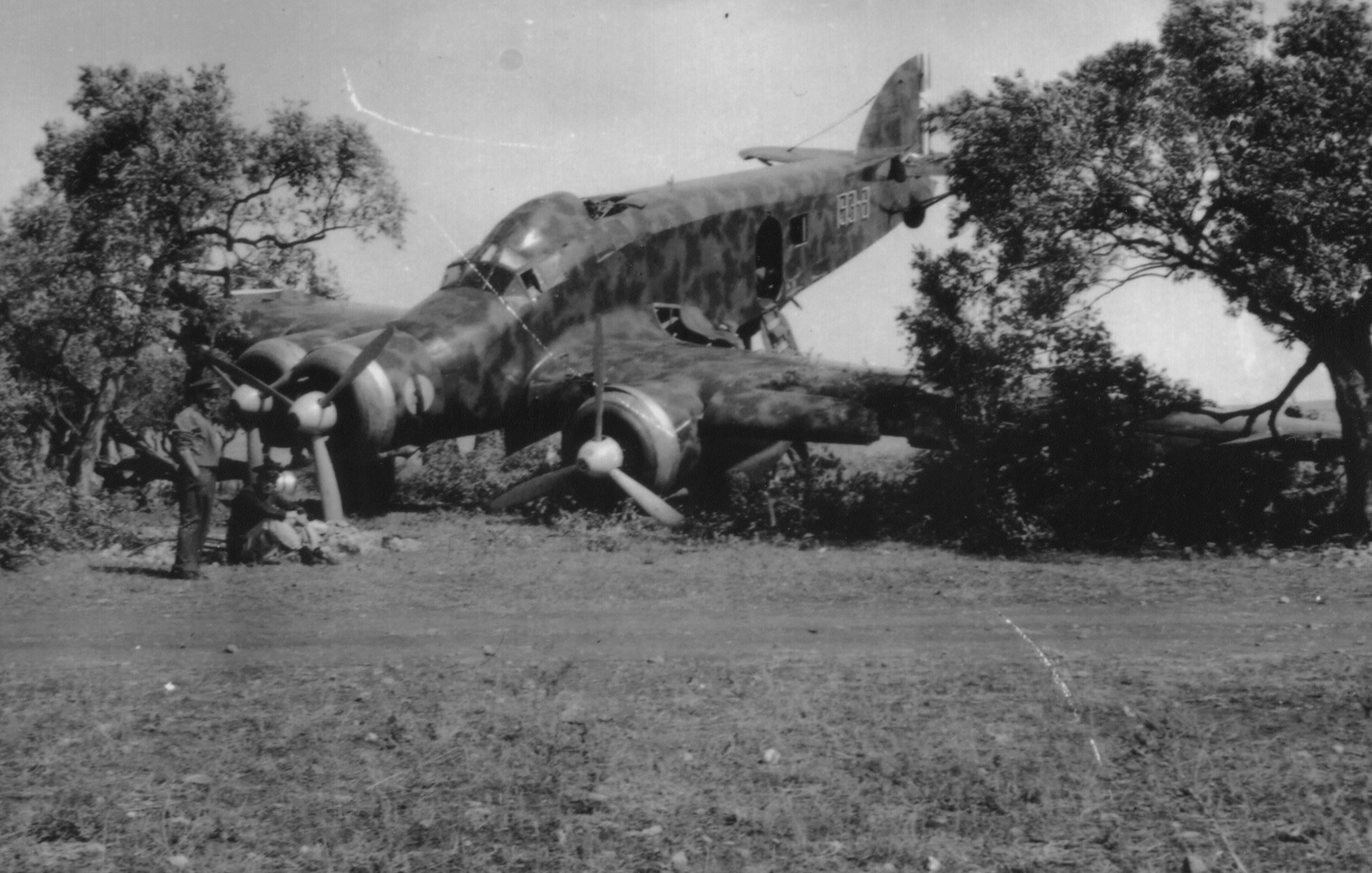

Po vojskových zkouškách typu obdržela Regia Aeronautica první předsériové kusy S.79, které byly v říjnu 1936 dodány 12. bombardovacímu stormu (křídlu) v Guidonii. Po příchodu posledních z předsériových a prvních sériových letounů se útvar přesunul na římské letiště Ciampino. Současně se utvořila i jeho druhá skupina, XXIX. gruppo, sestávající z 280. a 290. squadriglie (letky) po šesti strojích. V roce 1937 převzal S.79 útvar 8. stormo se základnou v Bologni, v roce 1938 pak 9. stormo na letišti Ciampino, sestávající z XXVI. a XXIX. skupiny. Útvar byl poté přeložen do Viterba. 9. stormo si své S.79 ponechala do počátku roku 1941, kdy začala přezbrojovat na letouny CANT Z.1007.
Dalšími jednotkami s S.79 se v Itálii roku 1938 staly 10. stormo s XXX. a XXXII. skupinou se sídlem na milánském letišti Bresso, 11. stormo s XXXIII. XXXIV. skupinou ve Ferraře, dále 30. stormo s LXXXVII. a XC. skupinou se základnou ve Forlì a 32. stormo (LXXXIV. a XXXVIII. skupina) na letišti Elmas v Cagliari.
Dne 8. dubna 1939, během okupace Albánie, přepravovaly S.79 11. a 12. stormo 2. pluk granátníků do Tirany. V průběhu roku se pak utvořila ještě tři storma vybavená Sparviery. Na letišti Capodichino u Neapole měla sídlo 33. stormo se skupinami č. XXXV a XXXVI, 34. stormo s LII. a LIII. skupinou ve Fontanarosse u Katánie a 36. stormo na letišti Borgo Panigale v Bologni s CVIII. a CIX. skupinou.
Nasazeny byly i ve Španělské občanské válce. První tři SIAI S.79 přistály na letišti Son San Juan na španělském ostrově Mallorca 12. února 1937. Jednalo se o první stroje Aviazione Legionaria jednotek 280. a 289. squadriglie 12. storma pod vedením kapitánů Badina a Raineho, kterým velel major Mario Aramu. Mezi první akce patřily útoky na letiště Reus a arzenál v Cartageně. Během dalších 12 týdnů je následovalo dalších 11 strojů 12. storma. V dubnu 1937 přelétlo 12 S.79 na letiště Tablada u města Sevilla. Odtud pak tři stroje přelétly na sever do města Soria a poté se zúčastnily 26. dubna útoku na Guernicu. Strojům s označením 28-1, 28-4 a 28-11, veleli kapitán Castellani a poručíci Pucci a Dagasso. Jejich úkolem bylo zničení mostu Rentaria ve východním předměstí Guernicy. Všech 36 pum však cíl minulo a zasáhlo místní nádraží.
Dne 21. května 1937 se pak pět S.79 přemístilo na letiště v Granadě. Z této základny pak tyto letouny bombardovaly republikánský křižník Jaime I., který byl jednou zasažen na přídi.
Od 24. května do 19. července XXIX. gruppo soustavně napadala přístav Bilbao, pak přelétly na frontu u Madridu, odkud podporovaly obranu proti republikánské ofenzivě u Brunette. Po porážce republikánů u Brunett se XXIX. skupina navrátila na severní frontu a v srpnu operovala při bitvě o Belchite.
V srpnu 1937 vznikla ve Španělsku první nacionalistická skupina se šesti S.79 označená 3-G-28, které velel Luís Pardo Prieto, později nahrazený J.-A. Ansaldem.
V měsíci říjnu pak vznikla další jednotka 4-G-28 pod velením Luíse Navarry, rovněž se stroji S.79, následovaná v listopadu 5-G-28, které velel plukovník José Gomá. Jejími hlavními akcemi byly v zimě 1937-1938 boje o Teruel.
Za rok 1937 bylo do Španělska italským i nacionalistickým jednotkám dodáno celkem 70 kusů S.79.
V dubnu 1938 přiletěla do Španělska druhá italská, XXX. skupina, tvořená 281. a 285. letkou. Celkový počet italských S.79 tak dosáhl počtu 24 kusů, které dohromady utvořily 111. stormo, nazvanou "Sparvieri". 111. stormo měla základnu v Saragoze pod velením plukovníka Gaeta, kterého později vystřídal plukovník Vetrella. Útvar se zúčastnil postupu od Aragonu k pobřeží, protiútoku na Valencii, bitvy na Ebru a dobytí Katalánska.
Od června do listopadu 1937 se na Mallorce zakládala italská skupina XXVII. gruppo, která dostala jméno "Falchi delle Baleari".
Tvořily ji 18. a 52. letka se dvanácti stroji S.79, které převzaly od jednotky 8. stormo rychlých bombardérů. V březnu 1938 přilétla na Mallorku ještě XXX. skupina, sestávající z 10. a 19. letky, čímž se počet letounů S.79 na ostrově zvýšil na 24.
Baleárská Sparviera se zúčastnila bitvy o Teruel a operovala proti republikánským námořním lodím a přístavům podél Středozemního pobřeží. Během října a listopadu 1938, kdy byl k útvaru přidělen Bruno Mussolini, uskutečnila řadu denních náletů na Barcelonu a Valencii.
Pro ověření nočního nasazení S.79 vzlétl 1. ledna 1938 v noci generál Valle z italské Guidonie, dolétl nad Barcelonu kde svrhl 800 kg pum a po více než 2000 km letu se vrátil na místo vzletu.
Dne 16. března 1938 pak baleárské S.79 zahájily řadu 17 nočních náletů na Barcelonu. Nálety nařídil osobně Benito Mussolini. Za rok 1938 pak při 206 náletech na republikánské přístavy potopily 150 000 BRT.
Čtvrtá čistě španělská skupina 6-G-28 vyzbrojená Sparviery byla založena v červenci 1938.
Skupina 3-G-28 se základnou v Sorii se pak spolu s italskými S.79 zúčastnila bitvy o Belchite. Za bitvy o Teruel byly 3-G-28 a 4-G-28 sloučeny do Escuadry č. 2 rychlých bombardérů, které velel plukovník Lacalle a tvořila součást 1. španělské brigády. Skupina 5-G-28 se s letkou letounů Heinkel He 70F stala částí 3. smíšené Escuadry.
Po dobu bitvy na Ebru však byly všechny čtyři španělské skupiny S.79 sloučeny do 3. a 4. Escuadry 2. španělské brigády, jejíž součástí zůstaly až do konce války.
Po ukončení španělské občanské války byla italská Sparviera předána Francovi. Staly se výzbrojí nově ustavených bombardovacích pluků č. 11 a 12 španělského letectva se základnami v Tabladě a Armillu. Ve výzbroji Ejército del Aire zůstaly S.79 po celou dobu 2. světové války i dlouho po ní. Sloužily jak na domovském území, tak ve španělských koloniích Ifni a Rio del Oro až do začátku 60. let, např. na letišti Villa Cisneros na španělské Sahaře.

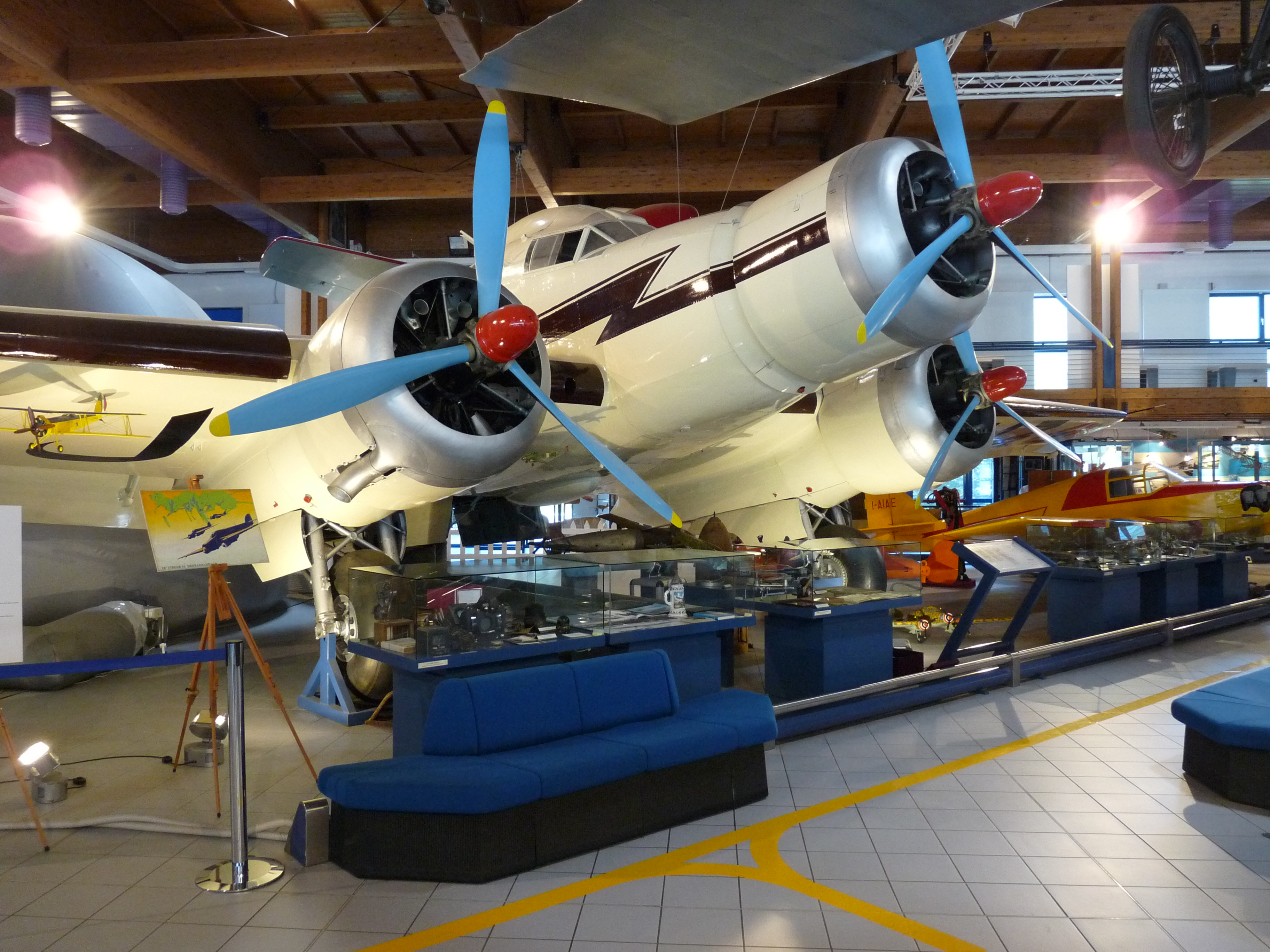
Libanonské Sparviero jako exponát v Museo dell'Aeronautica Gianni Caproni

Jugoslávie si objednala v polovině roku 1938 45 kusů standardních italských Savoií S.79 pro Jugoslovensko kraljevsko ratno vozduhoplovstvo. Všechny jugoslávské S.79 utvořily výzbroj 7. bombardovacího pluku se základnami v Pasljine a Gorobiji, který byl součástí 4. bombardovací brigády a 81. samostatné bombardovací skupiny v Ortijes-Blagaji. 6. dubna 1941 byly téměř všechny zničeny při náhlém útoku Luftwaffe na jugoslávská letiště bez vyhlášení války. Letuschopné stroje krátce bojovaly proti italským silám v Albánii. Po obsazení země wehrmachtem bylo nalezeno jedno jediné letuschopné jugoslávské Sparviero. Jeden letoun S.79 ulétl do Maďarska, v roce 1942 byl předán příslušníkům Regia Aeronautica výměnou za dva letouny FIAT CR.42.
Tři jugoslávské Savoie 19. dubna 1941 ulétly do Egypta, čtvrtý stroj následoval den nato.
Tyto letouny převzalo Royal Air Force kde obdržely sériová čísla AX702 až 705. Ve stavu je měla 117. peruť znovu utvořená v súdánském Chartúmu 30. dubna 1941. Jejich hlavním úkolem se stala dopravní služba na trase Takoradi-Chartúm. S.79 AX703 byl vyřazen po nouzovém přistání 29. listopadu 1941, AX705 postihl stejný osud po havárii při přistání 27. února 1942 v Heliopolisu. AX702 byl v prosinci 1942 předán 173. squadroně v Heliopolisu, pak sloužil od 20. dubna 1943 až do vyřazení 1. ledna 1944 u opravárenského útvaru British Airways.
Další S.79 Sparviero v barvách RAF byl italský stroj ukořistěný v Castel Benito v Libyjské poušti. Letoun sloužící u 145. squadrony dostal nové britské devítiválcové pohonné jednotky Bristol Pegasus a jméno "Gremlin HQ". Později byl předán velení 244. křídla RAF, kde shořel.
V první polovině roku 1940 vznikly v Itálii ještě jednotky 41. stormo s LIX. a LX. skupinou v Bresso a 46. stormo (CIV. a CV. skupina) na letišti San Giusto u Pisy. Na S.79 bylo přezbrojeno rovněž 15. stormo se skupinami č. XLVI a XLVII a spolu s XV. gruppem se přesunulo do Libye. 15. stormo na základnu v Castel Benito v Tripolisu, XV. skupina do Benity u Benghází.
Když Itálie vstoupila 10. června 1940 do druhé světové války, mělo její vojenské letectvo k dispozici 612 strojů Sparviero. Tehdy 3. squadra aerea sídlící v Itálii měla 9. stormo ve Viterbu, 12. stormo na Ciampinu a na Castelgiorgiu u Orvieta a 46. stormo v Pise. 2. squadra aereu se základnami na Sicílii tvořilo 11. stormo v Comisu, 34. stormo v Katánii, 30. stormo v Sciacce, 36. stormo v Castelvetranu a 41. stormo v Gele. Na ostrově Sardinie byly základny 8. storma ve Villacidru a 32. storma v Decimomannu. V Libyi pak sídlila 15. stormo v Benině, 13. stormo v Bir-el-Bihrá a navíc ještě jedno gruppo 14. storma v El-Ademu. Ty byly nasazeny na všech válčištích, na kterých Itálie bojovala, a to jako bombardovací, průzkumné, transportní a torpédonosné letouny. Další exempláře sloužily u výcvikových škol osádek bombardérů a ve škole nočního létání v Linate u Milána. 12 strojů s pumovnicemi nahrazenými šestisedadlovými kabinami používali nejvyšší důstojníci italského letectva jako svá osobní letadla.
První válečnou operací italských letounů Savoia-Marchetti S.79 Sparviero byl 11. června 1940 nálet na letiště Hal Far a na přístav Kalafarna na ostrově Malta. Útoku se účastnilo 35 těchto bombardérů od 2., 11. a 41. stormo za doprovodu stíhaček Macchi MC.200 Saetta od 6. Gruppo. Jeden ze stíhacích strojů Gloster Gladiator, z letky Hal Far Fighter Flight která tvořila stíhací obranu ostrova, poškodil jednu S.79.
12. června 21 S.79 od 32. stormo napadlo přístav v Bizertě, kde zapálilo skladiště pohonných hmot a zničilo nebo poškodilo na zemi stojící letouny. Dalšího náletu na Bizertu se zúčastnilo 17 Sparvier 8. storma a 33 letadla 30. a 36. storma napadla francouzské základny v Tunisu.
Ve dnech 13. a 14. června podniklo devět S.79 storma č. 9 a deset 46. storma útok na francouzské lodě, plující kolem pobřeží Riviéry.
Cíle na ostrově Korsika bombardovalo 15. června šest strojů 8. storma, šest 9. a pět 46. storma.
21. června pak devět S.79 46. storma zaútočilo na námořní cíle v Marseille. V těchto akcích bylo pokračováno až do pádu Francie.
V Libyi vstoupilo do akcí proti britským silám v severní Africe 33. stormo a 31 S.79 v Bir-el-Bihrá, 10. stormo s 30 letadly v Benině, 15. stormo, které bylo přemístěno do Maraue s 35 Sparviery a jediná skupina 14. storma v El-Ademu s 12 stroji. Tyto síly začaly s bombardováním cílů v Egyptě jako přípravu pro plánovanou invazi do této země. Ta však byla narušena 28. června 1940, kdy byl omylem vlastním protiletadlovým dělostřelectvem sestřelen S.79 s velitelem vojsk v Libyi maršálem Italem Balbem u Tobruku a datum italské invaze do Egypta tak bylo přesunuto na 13. září.
15. srpna 1940 provedlo pět S.79 z El-Ademu speciální jednotky Reparto Speciale Aerosiluranti první italský letecký torpédový útok na přístav Alexandria. Veliteli letounů byli majoři Vincenzo Dequal a Enrico Fusco a poručíci Carlo Buscaglia, Carlo Copello a Guido Robone. Žádný však nezaznamenal zásah britských lodí. Až 27. srpna S.79 řízený Buscagliou zasáhl severovýchodně od Sidi Barani křižník třídy London, přičemž jedno Sparviero bylo sestřeleno. 9. září 1940 byla jednotka přeznačena na 278. squadriglii, pojmenovanou "Quattro Gatti". Již 17. září 1940 Busaglia a Robone zasáhli křižník HMS Kent (54) a 10. října Erasi křižník Liverpool. 3. prosince pak Erasi a Buscaglia zasáhli křižník Glasgow.
Úspěchy torpédových Sparvier vedly už 28. října k založení 1. cvičné torpédové jednotky, která vznikla v Gorizii z útvaru odpovědného za pokusy s torpédy. O měsíc později následovalo založení 2. cvičné torpédové jednotky v Neapoli. Z nově vycvičených osádek se pak tvořily další bojové jednotky: v lednu 1941 letka č. 279, která operovala ze Sicílie, v únoru 280. squadriglia se sídlem na Sardinii. V březnu je doplnila 281. letka s velitelem C. E. Buscagliou, která operovala z ostrovů v Egejském moři a z Rhodu. V červenci vznikla 283. squadriglia a spolu s 280. letkou utvořila CXXX. gruppo, první torpédovou skupinu.
V roce 1941 pokračovaly úspěšné torpédové útoky S.79 na konvoje Substance a Halberd, směřující na Maltu. Např. 23. července stroje 280. a 283. squadriglie potopily torpédoborec Fearless.
V létě 1940 se 10. stormo navrátilo do Itálie a jeho místo v Castel Benito zaujalo 9. stormo. Útvary S.79 v Libyi byly navíc posíleny XXX. skupinou 11. storma a 175. samostatnou průzkumnou letkou. Po zahájení útoků na Egypt menší útvary Sparvier bombardovaly Halfáju, Mersa Matrúh, Sidi Barani a Salúm. Při těchto akcích klesly počty letuschopných S.79 v Libyi natolik, že 33. stormo bylo staženo a nahrazeno 41. stormem ze Sicilské Gely 21. října 1940.
28. října 1940 Itálie napadla Řecko. Akce vedl generál Sebastiano Visconti Prasca, kterému podléhalo mj. také 46. stormo se svými S.79, které se přemístilo z Pisy do albánské Tirany.
Po britské ofenzívě v Egyptě 9. prosince 1940 působila Sparviera nepříliš úspěšně především v taktické bitevní roli. Například 16. prosince šest strojů 9. storma napadlo britskou pozemní kolonu v Sidi Omaru a ztratilo při tom velitele, plukovníka Mario Aramu, velitele XXIV. skupiny, podplukovníka G. Grandjacqueta a velitele 63. squadriglie, kapitána V. Girolamiho včetně jejich strojů. Další ztráty S.79 byly způsobeny ostřelováním italských letišť britskými stíhači. Z těchto důvodů muselo 41. stormo dostat 12 nových Sparvier a do Libye se z Katánie přesunulo 34. stormo se 44 bombardéry. Navíc při ústupu z Egypta zanechali Italové na letištích 30 neletuschopných S.79.
Po návratu do Itálie tak bylo rozpuštěno stormo č. 14, v roce 1941 také 10. a 33. stormo. Během dalších ústupových bojů Italů v Libyi utrpělo velké ztráty rovněž 34. stormo, které bylo na jaře 1941 rovněž zrušeno. Jako náhrada bylo do Libye koncem jara 1941 převeleno 8. stormo, které zde operovalo až do konce roku.

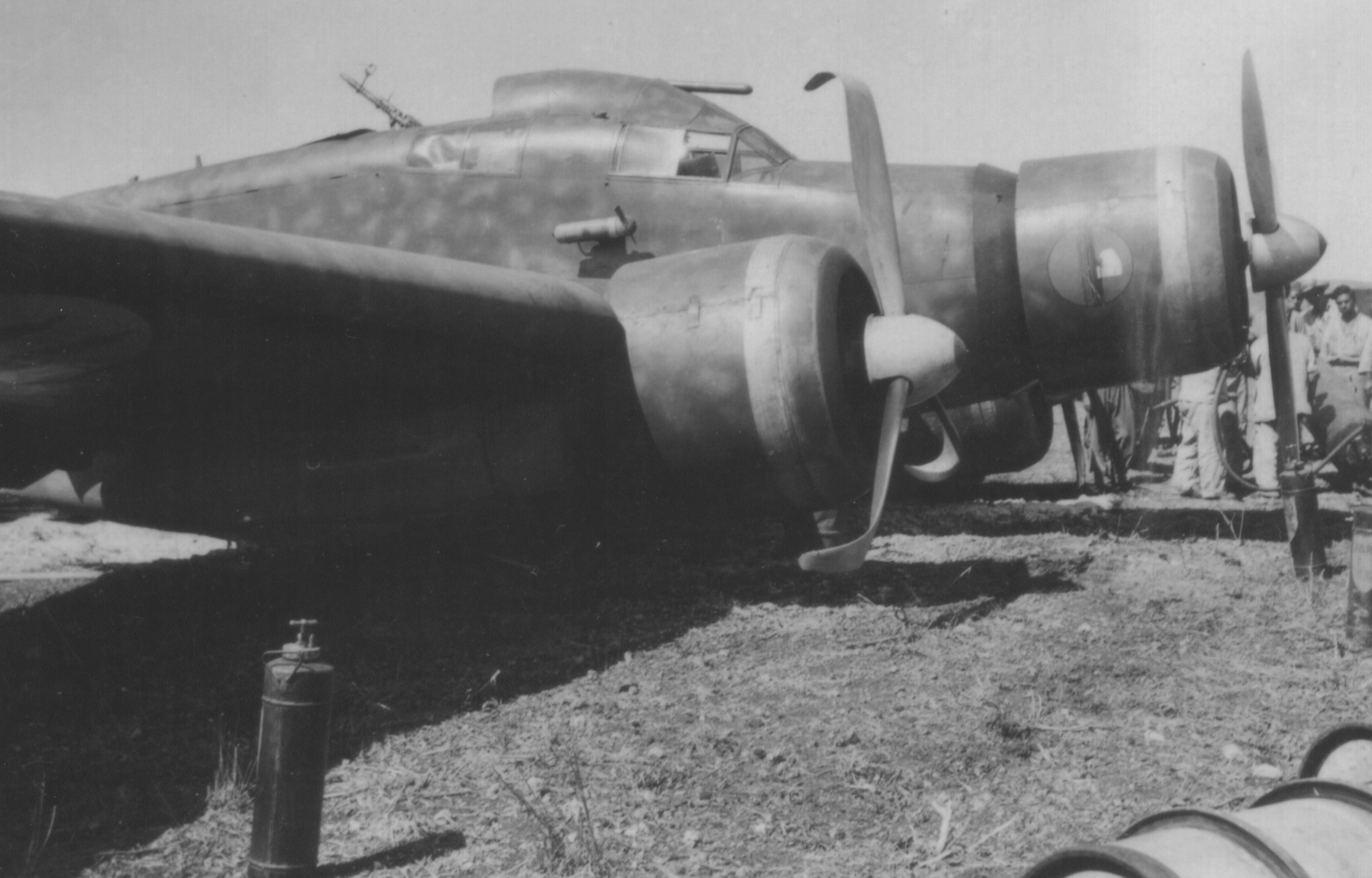

Jedna letka XLIV. skupiny 14. storma s 11 S.79 byla již před válkou dislokovaná v Italské východní Africe. Své akce zahájila bombardováním Adenu a po italském vpádu do Britského Somálska útočila na město Port Sudan. Ke 14. listopadu 1940 byl počet letadel XLIV. gruppo posílen na 23 S.79, avšak nedostatkem náhradních dílů a operačními ztrátami došlo ke snížení stavu na tři letuschopná Sparviera do kapitulace Východní Afriky 15. března 1941.
Prvním zákazníkem dvoumotorových strojů S.79B se stalo Irácké královské letectvo, které v polovině roku 1937 objednalo pět kusů. Irácké stroje poháněly stejně jako druhý prototyp S.79B dva osmnáctiválcové motory Fiat A.80R.C.41 po 757 kW. První Savoie dorazila do Iráku už v červenci 1937, avšak stroj krátce po přeletu do Iráku havaroval na letišti Hinaidi. Poté byl odeslán na opravu do Itálie a zpět do Iráku se vrátil až v září 1939. Další letouny přelétly italské firemní osádky na letiště Rašíd začátkem roku 1938. Stroje se staly součástí vybavení 6. letky u které sloužily až do převratu v roce 1941, kdy se moci chopil proněmecký vládce Rašíd Alí-el-Gailání. V květnu 1941 se pak irácké ozbrojené síly obrátily proti doposud spojeneckým Britům a do bojů zasáhly také S.79B. Jedna byla sestřelena stíhacím letounem Gloster Gladiator, ostatní většinou zničeny RAF na zemi. Jediný nepoškozený letoun S.79B pak britské letectvo užívalo na Středním východě po několik let jako transportní.
V roce 1942 se torpédovou jednotkou stalo celé 46. stormo a zároveň vznikla torpédová gruppa č. CXXXI, tvořené 279. a 284. letkou v Africe a CXXXII, sestávající z 278. a 281. squadriglie na Sicílii. V Libyi se torpédovým útvarem stala bez předchozího výcviku CXXXIII. skupina, která se skládala ze 174. a 175. průzkumné letky.
Během britské námořní operace Harpoon, která měla za úkol zásobování Malty, zasáhly od 13. do 15. června 1942 torpédové S.79 několik transportních lodí, opět křižník Liverpool a potopily britský torpédoborec. V letech 1941 až 1943 potopily S.79 také torpédoborce Bedouin, Husky, Jaguar, Kujawiak II, Legion a Southwall a poškodily bitevní loď Malaya a letadlové lodě Victorious a Eagle. V červnu 1943 byla většina Sparvier soustředěna do Raggrupamento aerosiluranti se základnami na letišti Ampugnano v Pise a San Giusto v Sieně. Samostatnými jednotkami zůstaly pouze CXXX., CXXXII. a CIV. skupina a 205. a 279. letka.
Stroje S.79bis byly určeny k operaci Scoglio k útoku na Gibraltar. 19. června 1943 k němu z francouzského Istres odstartovali vybraní italští torpédoví letci, ale jen dvě Sparviera dokázala doletět nad Gibraltar a shodit svá torpéda, avšak bez účinku. O deset dní později však stroje úspěšně napadly přístav v Oranu.
K poslední větší akci došlo při spojenecké invazi na Sicílii v červenci, při které došlo k poškození britské letadlové lodi Indomitable. Poslední nálet torpédových S.79 byl proveden v noci na 8. září 1943 již po podepsání kapitulace Itálie.
Po podepsání příměří Regia Aeronautica dokázalo na jihu Itálie shromáždit 29 letuschopných S.79 a od 13. října 1943 zahájila operace proti Němcům a fašistům. Sparviera však sloužila výhradně jako transportní u 3. stormo transporto, zahrnujícím 2. gruppo (102. a 103. squadriglii) a 98. gruppo, tvořené 240. a 241. letkou.
Po příměří založil Benito Mussolini na severu Itálie Italskou sociální republiku, která pokračovala v boji proti Spojencům. Její letectvo Aeronautica Nazionale Republicana utvořilo skupinu torpédových letadel se třemi squadrigliemi, nazvanou "Buscaglia", zpočátku s klasickými S.79. Od prosince 1943 do června 1944 dostala i přes 20 strojů S.79bis, které byly nově vyrobeny pobočkou SIAI Marchetti ve Vergnanu.
Letka č. 1 vzlétala z letiště Merne u Gorizie, pozdější 2. a 3. squadriglie z letiště Venegono ve Varese a z Malpensy. Jejich akce začaly po výcviku v březnu 1944.
Sedm S.79 od 1. letky se přemístilo na letiště Egidio u Perugie a 10. března již Faggioni zasáhl spojeneckou loď u Anzia. Poručík Bertuzii potopil nákladní loď o výtlaku 7000 t.
Dne 14. března sedm S.79 potopilo výsadkovou a 5000 t loď při vlastní ztrátě dvou Sparvier. Když se pak 6. dubna 1943 přemísťovalo z Lonate Pozzolo do Perugie třináct S.79, sestřelily šest z nich americké stíhací letouny Republic P-47 Thunderbolt, dvě další musela nouzově přistát. Zbývající čtyři dne 10. dubna zasáhly u Anzia tři nákladní lodě, ale byl sestřelen stroj kapitána Carla Faggioniho  a ještě jeden, a další S.79 havaroval při návratu na základnu. Velitelem útvaru se pak stal major Mario Marini, pod jehož velením 5. června 1944 12 S.79bis, opět po startu z Istres, napadlo Gibraltar a potopilo čtyři transportní lodě a další dvě poškodilo. Při návratu dva stroje musely nouzově přistát ve Španělsku.
Po zjištění, že kapitán Buscaglia po svém sestřelení nezahynul a navíc létá v řadách spojenců, byl útvar přejmenován na "Gruppo Faggioni". 6. července 1944 jednotka zaútočila s pěti S.79bis na přístav Bari a potopila tři lodě a torpédový člun. Koncem měsíce se 12 Sparvier přemístilo do Eleusi v Řecku a potopilo tam během čtyř následujících týdnů lodě o celkovém výtlaku 18 000 tun při ztrátě čtyř letounů. K další úspěšné akci patřilo také potopení 7000 tunového parníku u Ancony 24. prosince 1944 třemi S.79bis. Poslední akcí skupiny se 5. ledna 1945 stalo potopení lodě o 5000 tunách v Jaderském moři.

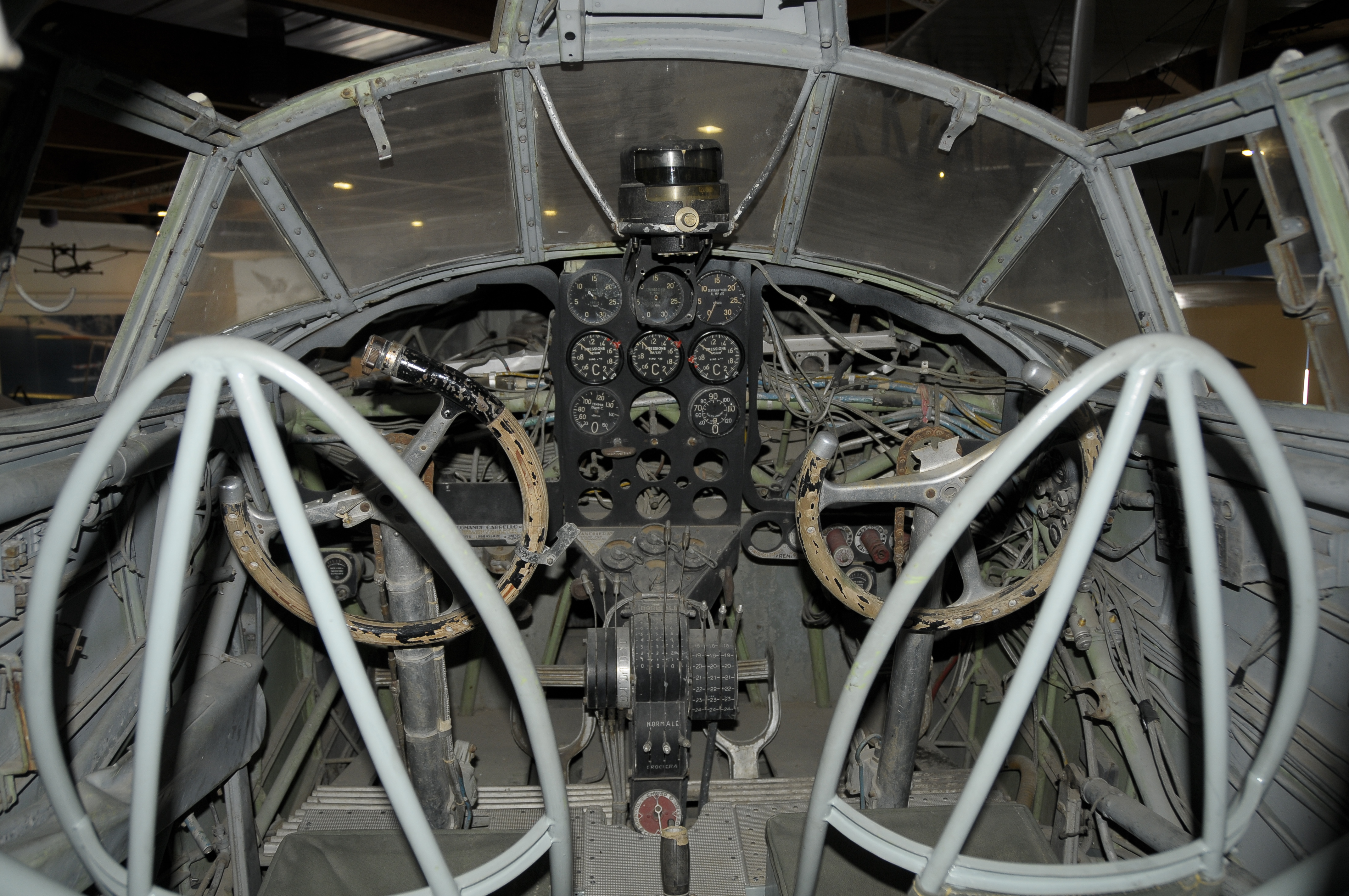
Kokpit S.79

Dvoumotorová verze S.79B (B jako Bimotore) byla exportována také do Rumunska se čtrnáctiválcovými motory Gnome-Rhône 14N Mistral Major po 698 kW v počtu 24 kusů a dalších 24 letounů bylo vyrobeno v licenci v továrně IAR v Brašově. Druhá a třetí série po 24 kusech obdržela německé řadové dvanáctiválcové motory Junkers Jumo 211Da po 898 kW a vznikla tak verze JRS.79B, zalétaná v květnu 1941. Celková produkce verze JRS.79B dosáhla 36 kusů, poslední byl dodán v červnu 1942. Prvních osm strojů JRS.79B však bylo vyrobeno v mateřské továrně Savoia, kde obdržely označení S.79JR, u Fortelor Aeriene Regal ala Romania pak JIS.79B. K prvnímu letu došlo v Sesto Calende v prosinci 1940. Hlavňovou výzbroj typu JIS.79B tvořily belgické velkorážové kulomety FN Browning ráže 13,2 mm.

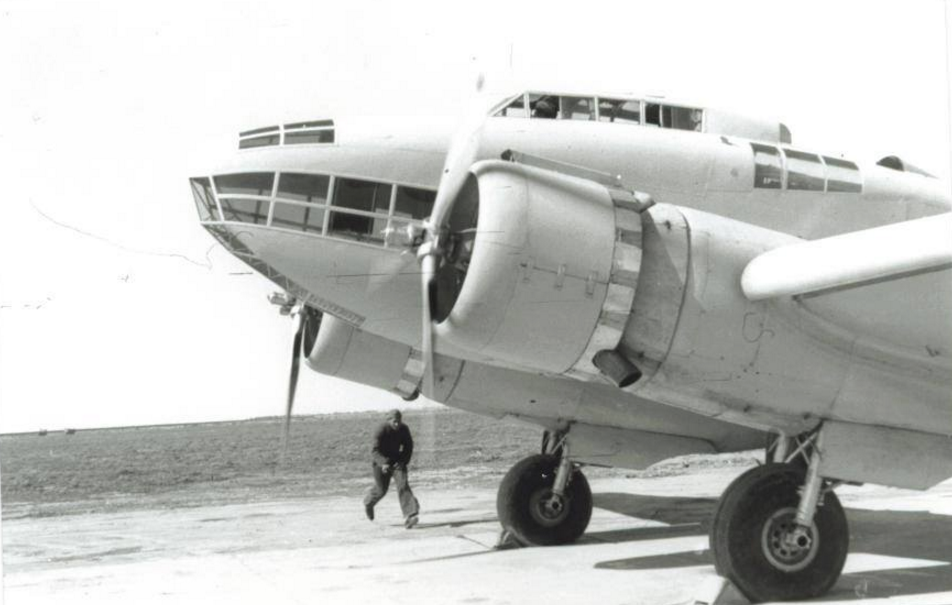
Savoia-Marchetti SM.79B

Začátkem roku 1941 se sedmý vyrobený rumunský S.79B zkoušel s novou verzí původního hvězdicového motoru označenou IAR 14K-IV-C.32 (licenční Mistral Majory). Do napadení SSSR 22. června 1941 tak bylo upraveno dalších osm kusů.
Rumuni letouny S.79B zařadili k letkám č.71 a 72, které tvořily bombardovací skupinu 1, která na východní frontě působila do začátku roku 1942. Pak byly jako neozbrojené používány k výcvikovým účelům.
V Itálii vyrobené JIS.79B nahradily dosavadní S.79B u 71. escadrily a jako součást bombardovacího Grupu 1 se v roce 1942 zúčastnily i bojů u Stalingradu. V létě 1943 a 1944 byly zbývající JIS.79B postupně nahrazovány JRS.79B u obou letek Grupu 1, i když jednotlivé stroje se vyskytovaly u 72. letky i v roce 1945.
JRS.79B nahradily během úvodních bojů proti Sovětskému svazu letouny Potez 63 u 75. escadrily a začátkem roku 1942 i část S.79B u 72. escadrily, která s nimi sloužila u Stalingradu v roce 1942.
V prosinci 1942 byly do draku JRS.79B instalovány dva motory Jumo 211F o výkonu 992 kW. Na nové modifikaci bylo provedeno celkem 101 úprav, včetně pancéřování prostorů osádky. Ta byla posílena o pátého člena, který ovládal vpřed mířící 20 mm kanón Ikaria. Stroj s výrobním číslem 201 se stal prototypem verze JRS.79B1, jejíž sériové dodávky byly zahájeny v únoru 1943. Stroje přešly do výzbroje bombardovacího Grupu 2, sestávajícího z 82. a 83. escadrily. Skupina celkem obdržela 24 kusů a v létě 1944 byla nasazena na východní frontě. JRS.79B1 výrobních čísel 225 až 231 pak sloužily k nahrazování ztrát 82. a 83. letky. Posledních pět strojů (výr. č. 232 až 236) bylo dokončeno až v roce 1946.
11. srpna 1944 přešlo Rumunsko na stranu spojenců a v této době se u Grupů 1 a 2 nacházelo celkem 27 bojeschopných JRS.79B a JRS.79B1. Grup 2 byl včleněn do 1. skupiny, která se vrátila na podzim 1944 na frontu se 72. a 82. letkou. Grup 1 operoval také na Slovensku a na Moravě, a to až do 12. května 1945, kdy měl na stavu ještě 17 letadel.
Všechny zbylé rumunské S.79B, JRS.79B a JRS.79B1 po válce dosluhovaly jako vojenské transportní až do první poloviny padesátých let.
Experimenty s bezpilotní verzí naplněnou výbušninami a proměněnou tak v primitivní protilodní řízenou střelu ztroskotaly na problémech s dálkovým řízením.
Po ukončení druhého světového konfliktu se uživatelem 24 S.79 staly Corrieri Aerei Militari, které je používaly při rychlé přepravě vládních činitelů a VIP osob. Na severu Itálie zbylé S.79 a S.79bis byly využívány k vlekání vzdušných terčů u Italského námořnictva, nebo v bombardovací škole ve Frosione, jako vojenské transportní u stormo transporto, sídlícího na letišti Centocelle v Římě, z kterého se roku 1948 stalo 46. stormo.
V roce 1948 bylo založeno Libanonské vojenské letectvo a společnost Chalíl Sattiial v Bejrútu objednala u SIAI Marchetti čtyři opravené S.79 pro prodej libanonské vládě. Práce byly předány firmě Aeromacchi, která s pomocí vrakoviště ve Frosione dokázala draky sestavit. Všechny čtyři stroje poháněné motory Alfa Romeo 128R.C. byly Libanonu předány mezi 19. zářím a 25. říjnem 1949.
Poslední italské S.79 byly vyřazeny v první polovině 50. let.
SM.79 byl s přibližně 1330 vyrobenými kusy jedním z nejlepších italských bombardérů druhé světové války. K charakteristickým znakům jeho konstrukce patřil hřbetní „hrb“, který umožňoval snadnou identifikaci typu.

## Technický popis
SM.79 byl pětimístný dolnoplošník smíšené konstrukce. Trup z ocelových trubek byl v přední části pokryt duralem a v zadní části potažen plátnem. Křídla byla celodřevěná. Ocasní plochy byly vzpěrové a podvozek záďového typu zatahovací.

## Verze

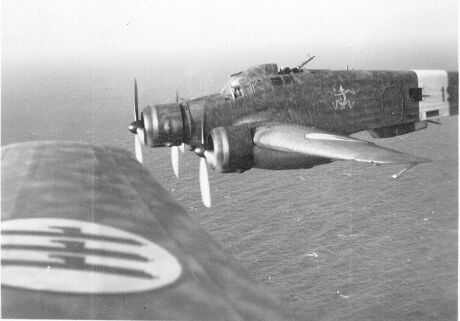
SM.79 193 Squadriglia v letové formaci někdy mezi roky 1940 a 1942

- SM.79-I: první série bombardovací verze lišící se od prototypů břišní gondolou a změnami v kokpitu

- SM.79-II: od října 1939 vyráběná torpédonosná verze s výkonnějšími motory

- SM.79-III: zdokonalená verze SM.79-II bez břišní gondoly a se změněnou výzbrojí, vyráběná v malé sérii od konce roku 1943, od ní byl odvozen SM.579

- SM.79B: dvoumotorová exportní verze SM.79-I, 3 kusy prodány do Brazílie, 4 kusy do Iráku a 24 kusů do Rumunska[2]

- SM.79C: verze s motory Piaggio P.XI RC.40 a bez „břišních“ a hřbetních kulometů, od roku 1937

- SM.79K: exportní verze pro Jugoslávii, stejná jako SM.79C

- SM.79JR: Rumunská verze, stejná jako SM.79B, ale s dvěma motory Junkers Jumo 211 Da, 48 letadel vyrobil IAR v licenci

- SM.79T: verze pro dálkové tratě stejná jako SM.79C, ale s motory Alfa Romeo 126 RC.34 a většími nádržemi

## Specifikace (SM.79-II)

Třípohledový nákres

### Technické údaje
- Posádka: 5
- Délka: 16,20 m
- Rozpětí: 21,20 m
- Výška: 4,10 m
- Plocha křídel: 61,00 m²
- Plošné zatížení: kg/m²
- Prázdná hmotnost: 7610 kg
- Vzletová hmotnost : 11 325 kg
- Maximální vzletová hmotnost : 12 500 kg
- Pohonná jednotka: 3 × devítiválcový hvězdicový motor Alfa Romeo 126
- Výkon pohonné jednotky: 746 kW (1000 k) ve výšce 4000 m

### Výkony
- Maximální rychlost: 434 km/h ve výšce 3000 m
- Cestovní rychlost: 320 km/h
- Dolet: 1990 km (s dvěma torpédy)
- Dostup: 7000 m
- Stoupavost: 4300 m / 10,5 min
- Poměr výkon/hmotnost: kW/kg

### Výzbroj
- 3 × kulomet ráže 12,7 mm
- 2 × kulomet ráže 7,7 mm
- 1 × 450mm torpédo s 200 kg výbušniny